# The Maine
The Maine est un groupe de rock alternatif américain, originaire de Tempe, en Arizona. Formé le 21 janvier 2007, leur premier EP, Stay Up, Get Down est publié le 8 mai 2007, suivi de l'EP The Way We Talk, sorti le 11 décembre 2007. Le premier album du groupe, Can't Stop, Won't Stop est publié le 8 juillet 2008. Le groupe sortira aussi des chansons de Noël avec l'EP  ... And a Happy New Year, publié en décembre 2008. Leur deuxième album Black and White sort le 13 juillet 2010 et atteint 22 634 d'exemplaires vendus dès sa première semaine de sortie. Le 6 décembre 2011, le groupe sort son troisième album, Pioneer, qui atteint la 90e place dans le Billboard 200. Leur quatrième album Forever Halloween sortira le 4 juin 2013 pour atteindre la 39e place dans le Billboard 200 avec plus de 10 000 exemplaires vendus durant sa première semaine de sortie. The Maine publiera plus tard une édition deluxe de Forever Halloween courant 2014. Le cinquième album studio, American Candy, sort le 31 mars 2015. Après plusieurs tournées et la sortie d'un EP de reprises en 2016, leur sixième album, intitulé Lovely Little Lonely, sort le 7 avril 2017. You Are OK, leur septième album sort le 29 mars 2019 et leur huitième album, XOXO: From Love And Anxiety In Real Time, le 9 juillet 2021.

## Biographie

### Débuts (2006–2009)
C'est en novembre 2006 que le bassiste Garrett Nickelsen et son ami, le batteur Patrick (Pat) Kirch, commencent à parler de former un groupe. Le chanteur John O'Callaghan les rejoint peu de temps après lors d'audition alors qu'il n'a aucune expérience en chant. Le groupe est rejoint dans le même temps de Jared Monaco et Ryan Osterman. Ensemble, ils publient l'EP Stay Up, Get Down. Un mois plus tard, Ryan Osterman quitte le groupe, et est remplacé par Kennedy Brock. The Maine signe ensuite avec le label Fearless Records et commencera par réaliser les cinq morceaux de l'EP intitulé The Way We Talk, produit par Matt Grabe.
Le premier album de The Maine, Can't Stop Won't Stop, est produit par Matt Squire et sortira durant l'été 2008, juste avant que le groupe part en tournée avec Good Charlotte et Boys Like Girls. À l'automne 2008, The Maine et We the Kings jouent en soutien à The Academy Is... sur sa tournée au Royaume-Uni.
Le groupe sort un EP spécial pour les fêtes de fin d'année en 2008 intitulé ...And a Happy New Year, produit par Matt Grabe. L'EP contient trois nouveaux titres originaux, et une reprise de Wham! avec la chanson Last Christmas. En 2009, le groupe signe avec le label Warner Bros Records. En février 2009, The Maine participe à la tournée The Secret Valentine, en tête d'affiche avec We the Kings avec The Cab, VersaEmerge et There for Tomorrow. En outre, en juillet, le groupe joue sur le Vans Warped Tour.

### Black and White(2009–2010)

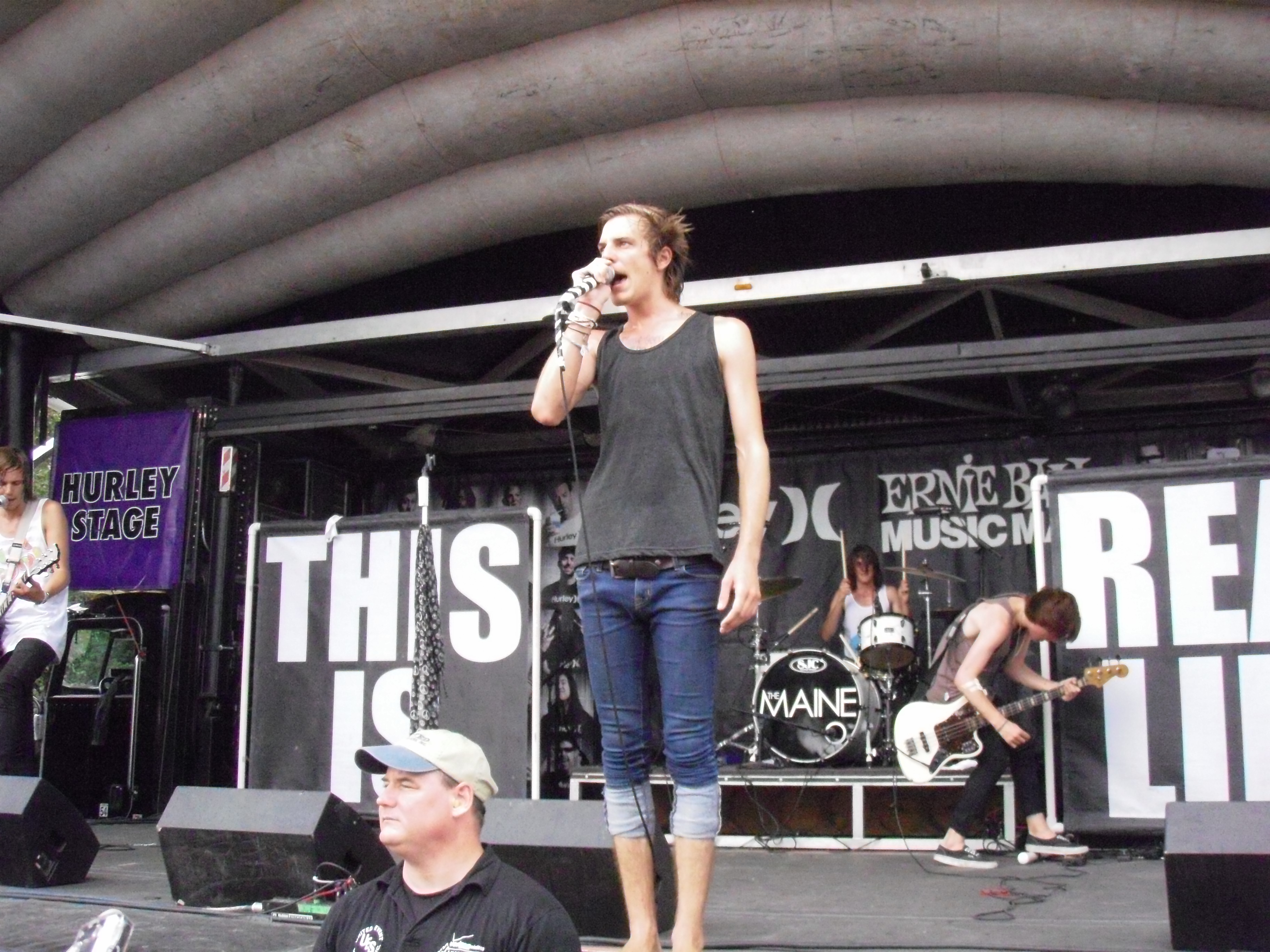
The Maine en spectacle au Vans Warped Tour à Charlotte, en Caroline du Nord, le 23 juillet 2009.

The Maine publie son deuxième album, Black and White, le 13 juillet 2010, produit par Howard Benson. En novembre 2010, The Maine, en tournée sur l'Harmony Tour avec Never Shout Never, leurs fans rassemblent des conserves alimentaires pour aider les personnes dans le besoin. Comme cadeau de remerciement, les deux groupes ont réalisé l'EP intitulé Split. Le 27 décembre 2010, The Maine sort l'album In Darkness and in Light Box Set sur iTunes.
Outre l'enregistrement de chansons, The Maine réalise d'autres projets pour ses fans. Le groupe a sorti deux livres, This Is Real Life et Black and White Keepsake Book. Le premier est composé de photos prises par l'ami du groupe, Dirk Mai ainsi que les entrées de journal écrites par les membres du groupe au cours du Vans Warped Tour de 2009. Le deuxième livre se compose de photos et de revues publiées par les membres du groupe. Plus tard, en 2010, le chanteur John O'Callaghan collabore avec le photographe Dirk Mai dans la création de Exaltation, un livre contenant 15 poèmes écrits par John O'Callaghan. Le groupe effectue sa première tournée, An Evening with The Maine, en tête d'affiche en 2010.
The Maine remporte le titre de « meilleur groupe live » en 2010 ; Black and White gagne le prix de l'album de l'année 2010, et la chanson Inside of You gagne le prix de la meilleure chanson 2010.

### Pioneer(2011–2012)

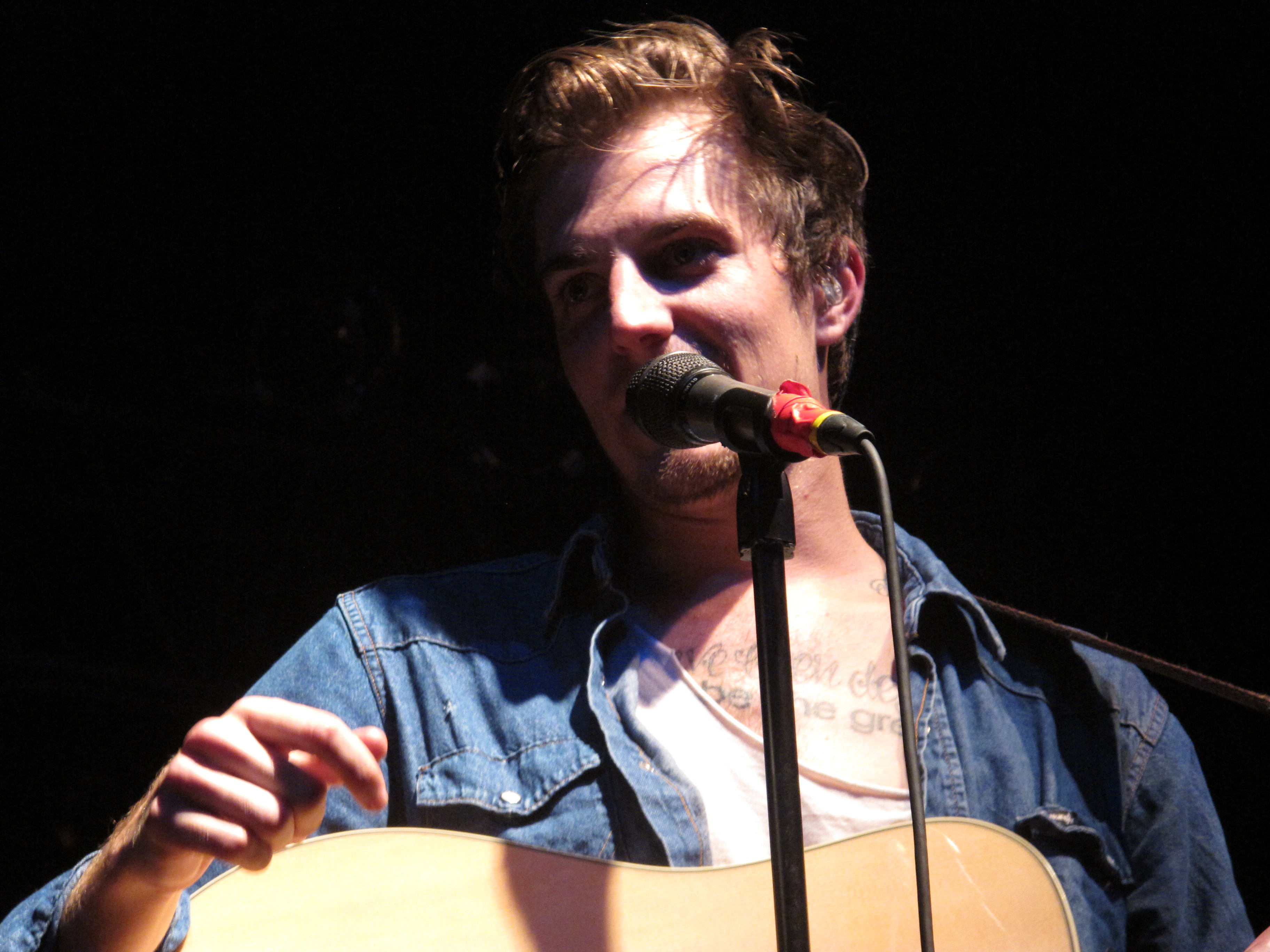
The Maine en 2012.

En février 2011, The Maine entreprend une tournée internationale qui commence aux Philippines. À cet instant, les membres voyageront en Australie et joueront au Soundwave. Ils rejoignent Never Shout Never pour la partie européenne de leur tournée au Royaume-Uni. En avril 2011, le groupe est en tête d'affiche d'une tournée aux États-Unis avec Augustana, entre mai et juin 2011. Le groupe a commencé à se reproduire avec Taking Back Sunday et de Bad Rabbits en octobre 2011. À la mi-2011, le groupe confirme qu'il travaillait sur un nouvel album intitulé Pioneer. Pendant ce temps, il jouera trois nouvelles chansons inédites lors de leur tournée, et jouera en direct Don't Give Up on Us pour Fuel TV.
Le groupe annonce via Facebook qu'il était en tête d'affiche d'une tournée à l'automne 2011, afin de promouvoir son troisième album studio, Pioneer. L'album contient les chansons populaires Don't Give Up on Us, My Heroine et le single Some Days. Il est publié le 6 décembre 2011 au label indépendant Action Theory Records. L'album est disponible en pré-commande officiellement le 1er novembre 2011. Sur la page Facebook du groupe, la chanson Don't give Up on Us a été offert en téléchargement gratuit. En outre, l'unique Some Days est disponible en téléchargement sur iTunes à compter du 15 novembre 2011.
Le groupe sort un clip vidéo, Misery, chanson issue de son album Pioneer, le 16 février 2012. Le groupe sort une reprise des Beatles nommée With a Little Help from My Friends sur Spotify. La chanson est enregistrée avec des amis de tournées, Lydia et Arkells. Le 11 septembre 2012, The Maine réédite Pionnier sous le titre Pioneer and the Good Love. L'album, publié par Rude Records, contient six titres inédits. Ils publient également une version EP de morceaux inédits sous le nom de Good Love. Cette même année, le groupe quitte son label. Ils créent alors leur propre label, 8123, sur lequel ils sortiont leur album suivant et signeront d'autres groupes.

### Forever HalloweenetImaginary Numbers(2013–2014)
Le 12 avril 2013, le groupe annonce leur quatrième album studio, Forever Halloween, qui sortira le 4 juin 2013. L'album est publié de indépendamment aux États-Unis en partenariat avec leur équipe de management 8123, via Universal Music au Canada, et Rude Records en Europe, au Royaume-Uni, en Australie, et au Japon. L'album s'est vendu à plus de 10 000 exemplaires dans sa première semaine de sortie, et est no 39 sur le Billboard 200.
Happy, est le premier single de l'album sorti le 15 avril 2013, suivi de Love and Drugs, publié avec une vidéo lyrique le 6 mai 2013. Le troisième single These Four Words est publié le même jour que l'album, avec un clip vidéo disponible sur YouTube et Vevo. La vidéo est réalisée par Daniel Gomes et John O'Callaghan, le chanteur du groupe, dira de cette chanson qu'elle est « la plus révélatrice [qu'il ait] jamais écrit. »
Le 5 novembre 2013, The Maine annonce via wearethemaine.net qu'ils allaient sortir cinq chansons acoustiques dans un EP intitulé Imaginary Numbers le 12 décembre 2013. Le premier morceau de l'EP, Raining in Paris, est rendu public le 5 novembre via YouTube avec une vidéo-parole. Imaginary Numbers, elle, est mise en ligne le 10 décembre 2013. The Maine publie plus tard une édition deluxe de Forever Halloween, le 17 juin 2014, contenant cinq titres inédits.

### American Candy(2015)
Le groupe publie son cinquième album studio, intitulé American Candy, le 31 mars 2015. Le premier single de l'album, English Girls, atteint la 17e place sur l'iTunes Alternative Chart, le 11 février 2015. Le deuxième single de l'album, Miles Away, fait ses débuts à la 16e place de l'iTunes Alternative Chart le 10 mars 2015.
Verity Magazine déduit : « Miles Away est la piste audio la plus détendue et décontractée, mais néanmoins, vous aurez toujours envie de vous lever et de danser. » La dernière chanson qu'ils ont réalisé, English Girls était très optimiste et déversait des vibrations positives, ce qui est tout à fait un contraste frappant avec leur plus lent et plus sombre précédent album Forever Halloween. Avec les deux pistes proposées jusqu'à maintenant, cet album sonne plus comme les vieux albums de The Maine comme Pioneer et Black and White. Same Suit, Different Tie est publié via SoundCloud la veille de la sortie prévue de l'album. Afin de célébrer la sortie de l'album, The Maine organisera un 24 Hours of American Candy, où ils filmeront leur journée. L'album est un énorme succès, obtenant un retour positif de l'ensemble des fans du groupe, qu'il s’agisse des anciens ou nouveaux.
La tournée de cet album s'effectue au printemps 2015, avec Real Friends, Knuckle Puck et The Technicolors. 

### Lovely Little Lonely(2016-2018)
Le groupe joue sur scène pour l'ensemble du Vans Warped Tour en 2016. À cette occasion, le groupe indique qu'il s'agissait de leur dernière tournée avant de se retrouver en studio pour enregistrer leur sixième album studio, prévu pour 2017. Un documentaire, intitulé Miserable Youth, suivant l'avancée et l'enregistrement de cet album, est d'ailleurs tourné. La premier épisode de Miserable Youth sort sur la chaine YouTube de The Maine le 1er novembre 2016. La première saison (diffusée une fois par semaine) contient huit épisodes d'une durée de 20 minutes en moyenne chacun. L'annonce du nouvel album se fait lors du 8123 Fest à Phoenix, en Arizona, un festival organisé par The Maine pour fêter les 10 ans du groupe qui a lieu du 19 au 21 janvier 2017, avec des groupes 8123 tels que The Technicolors, A Rocket to the Moon, This Century.
Avant ce nouvel album, ils sortent deux EP de reprise, Covers (Side A) en décembre 2015, et Covers (Side B) en juin 2016.
Lovely Little Lonely est publié le 7 avril 2017. Le premier single de l'album, Bad Behavior, est publié le 19 janvier 2017. Le second single, Black Butterflies and Deja Vu, est publié le 2 mars 2017. La tournée Lovely Little Lonely World Tour débute le 25 mars 2017 à l'Electric Ballroom de Camden, à Londres. Le 29 mai 2017, le groupe annonce via sa page Twitter officielle leur venue en Europe, et en France pour un concert exclusif à Paris le 27 septembre 2017, après quatre ans d'absence.

### You Are OK(2018-2020)
Le 16 janvier 2019, l'album, You Are OK, est annoncé pour le 29 mars 2019. Le même jour, sort le premier single, Numb Without You. Ils sortent également une version deluxe de l'album qui comprend les titres de l'album réarrangés avec un orchestre par Andrew Joslyn. 
Pour célébrer les dix ans de leur premier album, Can't Stop Won't Stop, ils le jouent en entier durant leur festival 8123 Fest, les 18 et 19 janvier 2019. Le 30 octobre 2020, ils sortent une reprise du titre Watermelon Sugar. 

### XOXO: From Love And Anxiety In Real Time(depuis 2021)
Le 19 mars 2021, le groupe dévoile le titre Sticky ainsi que les détails de leur nouvel album XOXO: From Love And Anxiety In Real Time prévu pour le 9 juillet 2021. 

## Membres

### Membres actuels
- John O'Callaghan - chant, piano (depuis 2007)
- Jared Monaco - guitare (depuis 2007)
- Garrett Nickelsen - basse, voix occasionnelles (depuis 2007)
- Patrick (Pat) Kirch - batterie, percussions (depuis 2007)
- Kennedy Brock - guitare, chœurs (depuis 2007)

### Anciens membres
- Ryan Osterman - guitare (2007)

### Membres de tournées
- Andrew DeStefano - guitare, chant (depuis 2013)

## Discographie

### Albums studio
- 2008 : Can't Stop, Won't Stop
- 2010 : Black and White
- 2011 : Pioneer
- 2013 : Forever Halloween
- 2015 : American Candy
- 2017 : Lovely Little Lonely
- 2019 : You Are OK
- 2021 : XOXO: From Love And Anxiety In Real Time

### Albums live
- 2010 : Never Shout Never and The Maine

### EP
- 2007 : Stay Up, Get Down
- 2007 : The Way We Talk
- 2008 : And a Happy New Year
- 2010 : Daytrotter Sessions
- 2010 : In Darkness and In Light
- 2013 : Imaginary Numbers
- 2015 : Covers (Side A)
- 2016 : Covers (Side B)

## Tournées
- The Secret Valentine Tour (2009)
- An Evening with The Maine (2010)
- The Harmony Tour (2010)
- The Maine and Augustana Tour (2011)
- One Five Two Tour (2011)
- South American Tour (2011)
- Pioneer World Tour (2012)
- 8123 Tour (avec A Rocket to the Moon et This Century) (2013)
- American Candy Tour (2015)
- Brazilian Candy Tour (avec Brennan Smiley) (2015)
- Free For All Tour (2015)
- The Lovely, Little, Lonely World Tour (avec Beach Weather et The Technicolors) (2017)
- Modern Nostalgia Tour (2017)
- Fry Your Brain with The Maine (2018)
- The Mirror Tour (2019)